# گل‌مور (فیلم ۲۰۰۹)
«گل‌مور» (انگلیسی: Gulmohar (2009 film)) یک فیلم است که در سال ۲۰۰۹ منتشر شد.